# Parafia Matki Bożej Nieustającej Pomocy w Hucie
Parafia Matki Bożej Nieustającej Pomocy w Hucie – jest to rzymskokatolicka parafia dekanatu szydłowieckiego, przynależącego do diecezji radomskiej. Wyłoniona z parafii Chlewiska.

## Historia
Parafia została erygowana 1 sierpnia 1987 przez bp. Edwarda Materskiego. Kościół pw. Matki Bożej Nieustającej Pomocy, według projektu arch. Stanisława Dworaka, zbudowano w stanie surowym w latach 1989–1996 staraniem ks. Stanisława Pałkiewicza. Kościół jest budowlą jednonawową. 
Kościół filialny
Kościół filialny pw. Miłosierdzia Bożego w Budkach, według projektu arch. Tadeusza Bedyńskiego zbudowany w latach 1988–1992 staraniem ks. Stanisława Pałkiewicza. Kościół jest z cegły czerwonej i siporeksu, a fundamenty z kamienia. Jest budowlą jednonawową. 

## Terytorium
- Huta – kościół parafilny
- Budki - siedziba, kościół filialny
- Szydłowiec - ul. Sosnowa
- Aleksandrów, Antoniów, Majdanki, Borki, Leszczyny, Rędocin[1]

## Stan obecny
Parafia posiada dwa kościoły: kościół parafialny Matki Bożej Nieustającej Pomocy oraz kościół filialny Bożego Miłosierdzia w Budkach II z cmentarzem grzebalnym.

## Proboszczowie
- 1987–1997 – ks. Stanisław Pałkiewicz
- 1997–2019 – ks. Wiktor Bąk
- 2019 – nadal - ks. Marek Osica

## Grupy parafialne
Liturgiczna Służba Ołtarza